# Booterstown
Booterstown (irisch Baile an Bhóthair, „Stadt der Straße“) ist eine irische Küstenstadt etwa 7 km südlich von Zentrum von Dublin. Die Kleinstadt gehört heute zum County Dún Laoghaire-Rathdown (früher: County Dublin).
Bei der Volkszählung 2022 hatte Booterstown 3629 Einwohner.
In Booterstown befindet sich die Kanzlei der deutschen Botschaft.